# 表現の自由連合
表現の自由連合 (ひょうげんのじゆうれんごう、Free Speech Coalition、FSC)は、アメリカ合衆国のポルノグラフィと性風俗関連特殊営業産業の非営利の業界団体である。1991年に設立され、多くのわいせつ法や検閲法 (著作権侵害防止法を除く)の通過に反対している。

## 歴史

### 原点
アダルト作品の自由な表現を信じる人々の組織という概念は、1970年に始まった。その思想に基づいて成立した最初の団体は、AFAAだった。当時、アダルトは劇場や書店でしか利用できなかったため、初期のメンバーは主に劇場の出演者だった。
安価な家庭用ビデオの出現に伴い、AFAAはAFVAA（Adult Film and Video Association of America ）に再編された。 AFVAAが遭遇した次の重要な出来事は、ポルノ監督であるハロルド・フリーマンの逮捕であった。 検察は、映画の中でセックスをすることが売春行為であることを確立しようとしていたが、棄却され、フリーマンはその法廷闘争で勝利した。これは、アダルト製品の提供者に関連する法を再定義した。人民対フリーマン事件の判決は、カリフォルニア州のアダルト映画の制作を効果的に合法化した。
1990年、ジョージ・H・W・ブッシュ政権下で、連邦政府は、アダルトビデオの大手メーカーの大部分を攻撃し、業界を破壊しようとした。

### 政治活動
これに対して、FSLDF（Free Speech Legal Defense Fund）は、アダルトエンターテイメントのあらゆる分野のメンバーの権利を保護するために、業界の主導者によって形成された。 1991年、政府の攻撃が鈍るにつれて、FSLDFはアダルトコミュニティにおける広範な役割をより反映した名前を選ぶことに決め、表現の自由連合が生まれた。この団体は、表現の自由と市民の自由の権利を保護する他の組織と緊密に連携した。2015年に、表現の自由連合は、メンバーの金融アクセスを容易にするために信用組合と提携した。

### ロビー活動
表現の自由連合は、カリフォルニア州の州議会において、1994年に本格的にロビー活動に参入した。1年後、ロビー活動は、全国的な産業の持続にとって非常に重要であることが証明された。税法が提案され、全てのアダルト製品とサービスに消費税が提案されたが、憲法は長い間、コンテンツ定義税の狙い撃ちを禁止していた。FSCは、影響を受ける企業や業界団体との税金闘争での連合を導いた。 FSCは、税法は危険で、違憲でもある前例であり、国家経済にとって悪いと主張した。その後の議論の過程で、この法案は、最初の委員会の公聴会で廃案となった。 

### 最初の改正
業界と表現の自由連合は、1997年の連邦児童ポルノ法の改正により、児童ポルノの定義に含まれる「擬似」児童ポルノにおいて難しい立場に置かれた。実際の、または擬似的な性行為に従事している未成年者のように見える成人を含む児童ポルノの再定義は議論の余地があった。議会委員会でオリン・ハッチが法律に署名した。この定義の下では、『真夜中のカーボーイ』、『ラスト・ショー』、『アニマル・ハウス』、『時計じかけのオレンジ』、『ハロウィン』、『初体験/リッジモント・ハイ』、『ブルーラグーン』、『エクソシスト』、『卒業白書』、『ポーキーズ』、『さよならゲーム』、『欲望』、『ダーティ・ダンシング』、『ラリー・フリント』は今や起訴の対象となり、5年間の懲役刑が科される可能性がある。この問題が上院議員のハッチらに定期された時、彼ら「正当な」映画は起訴を恐れる必要はないと主張した。表現の自由連合は法律の合憲性に異議を唱えた。表現の自由連合は、業界団体としての再編以来初めて、連邦法の合憲性に挑戦する訴訟を起こした。
1996年には、インターネット上の成人向けコンテンツへのアクセスを子供から守るために、「通信品質管理法」（CDA）が制定された。また、間もなく児童ポルノ防止法（CPPA）が提起された この法律は、たとえ素材に描かれているものが18歳を超えていたとしても、性的に露骨なビデオやオンラインコンテンツで未成年者を描写することを犯罪行為としていた。表現の自由連合は、ジョン・アシュクロフト司法長官に対して訴訟を起こし、保障された表現を侵害しているとしてCPPAが違憲であると訴えた。 2002年、表現の自由連合の見解は、合衆国連邦最高裁判所で、バーチャル児童ポルノの規制を違憲と判示したアシュクロフト対表現の自由連合裁判において勝訴した。